# نادي مايتي ووندرز
نادي مايتي ووندرز هو نادي كرة قدم من مدينة بلانتاير، مالاوي. يلعب حالياً في دوري مالاوي الدرجة الأولى.